# 行書体
行書体（ぎょうしょたい）とは、

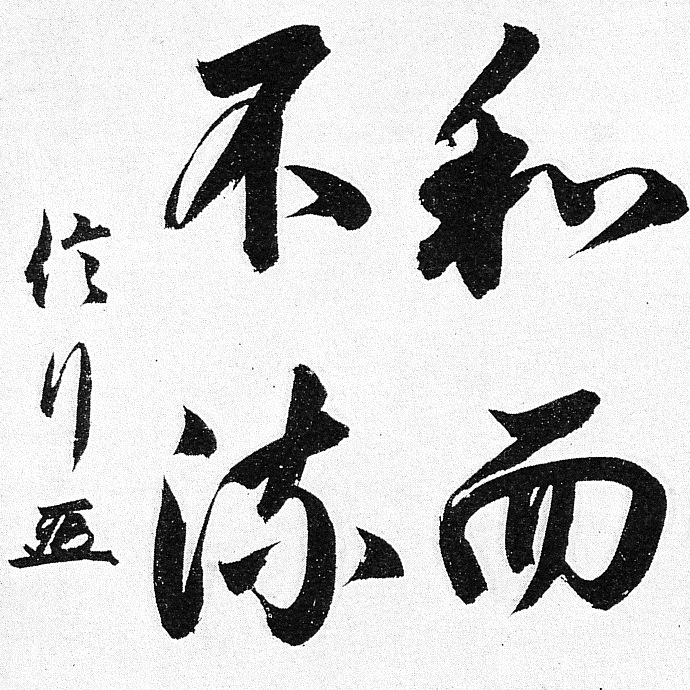
行書体で書かれた日本の書道。

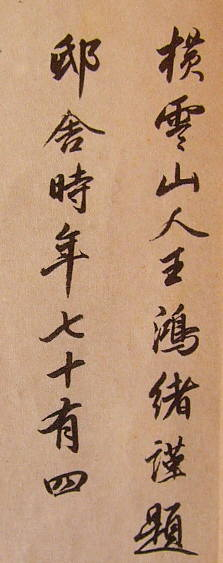
清朝　王鴻緒の行書

1. 漢字の書体の一つ。楷書が一画一画をきちんと書いているのに対し、行書体ではいくらかの続け書きが見られる。しかし、草書のように、楷書と大幅に字形が異なるということはないために、楷書を知っていればある程度読むことは可能である。
2. 水墨画における画法の一つ。楷書体と草書体の中間的な技法である。

## 概要
行書は隷書の走り書きに興る。王羲之などの書が有名。草書ほどではないが速記向きであり、楷書ほどではないが明快に判読できることから、古代中国では公務文書や祭礼用の文書に用いられた。日本では江戸幕府の公文書は行書体で記すことが定められていた。そのため、手習い（上方の呼び方では寺子屋）で教えていたのも行書だった。

## 代表作
詩歌の巻頭言の草稿として王羲之が著した『蘭亭序』や、北周の詩を清書した褚遂良の『枯樹賦』、内乱で惨殺された甥の祭礼に備えて書いた顔真卿の『祭姪文稿』などが代表的な書作品である。空海と最澄が交わした行書書簡、『風信帖』と『久隔帖』はともに国宝である。

### 碑文
日常的な書体とみなす意識が強く、文書としては広く流布しているが、碑文となると唐太宗皇帝が書いた『晋祠銘』が現在知られる最も早い行書碑である。王羲之の行書を集字・編集した『集王聖教序』も第三者の手が入っているとはいえ数少ない行書碑の一つといえる。

王羲之・蘭亭序（神龍半印本）
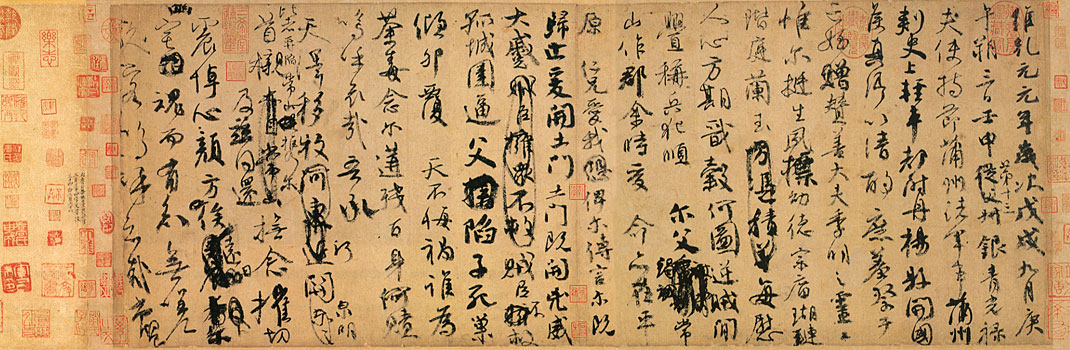
顔真卿・祭姪文稿
空海・風信帖
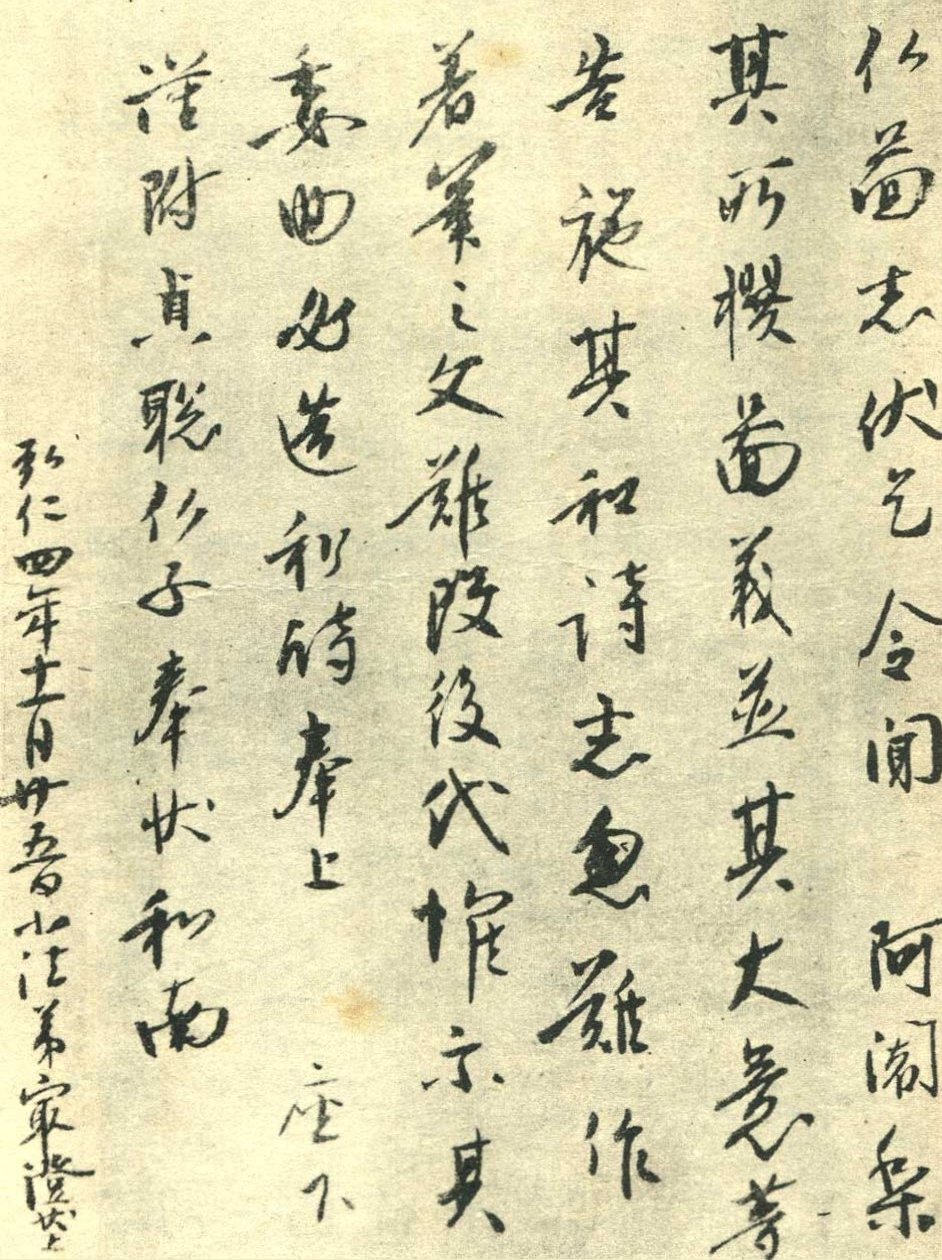
最澄・久隔帖

## 現代教育

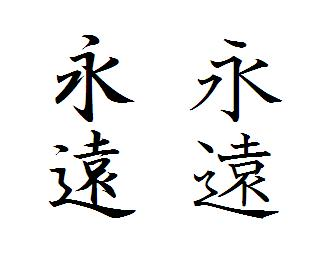
行書体（清司左）と楷書体

現代日本では、行書は日常的な筆記体として広く通用している。教育の場では中学国語の書写分野で行書の毛筆・硬筆が取り上げられ、筆順の逆転や連綿、省略法など楷書との違いを学ぶ。